# Парламентские выборы в Сан-Марино (2006)
Парламентские выборы в Сан-Марино прошли 4 июня 2006 года. Христианско-демократическая партия осталась крупнейшей партией парламента, получив 21 из 60 мест. Явка составила 72%. 
Партия социалистов и демократов, Народный альянс сан-маринских демократов за республику и Объединённые левые, получившие вместе 32 места в парламенте, сформировали правящую коалицию.

## Контекст
В 2005 году Социалистическая партия объединилась с Партией демократов. Часть отколовшихся членов Партии демократов соединилась в 2006 году с партией Сан-Маринское коммунистическое переоснование и образовала партию Новые левые.

## Избирательная система
В выборах могли участвовать граждане Сан-Марино, достигшие 18 лет.

## Результаты
| Партия                                                              | Голоса | %    | Мест | +/–   |
| ------------------------------------------------------------------- | ------ | ---- | ---- | ----- |
| Сан-Маринская христианско-демократическая партия                    | 7 257  | 32,9 | 21   | –4    |
| Партия социалистов и демократов                                     | 7 017  | 31,8 | 20   | +5    |
| Народный альянс сан-маринских демократов за республику              | 2 657  | 12,1 | 7    | +2    |
| Объединённые левые                                                  | 1 911  | 8,7  | 5    | +3    |
| Новая социалистическая партия                                       | 1 194  | 5,4  | 3    | новая |
| Мы санмаринцы                                                       | 558    | 2,5  | 1    | новая |
| Народ Сан-Марино                                                    | 535    | 2,4  | 1    | новая |
| Сан-Маринский национальный альянс                                   | 512    | 2,3  | 1    | 0     |
| Санмаринцы за свободу                                               | 405    | 1,8  | 1    | новая |
| Недействительных/пустых бюллетеней                                  | 769    | –    | –    | –     |
| Всего                                                               | 22 815 | 100  | 60   | 0     |
| Зарегистрированных избирателей/ Явка                                | 31 759 | 71,8 | –    | –     |
| Источник: IPU Архивная копия от 24 сентября 2015 на Wayback Machine |        |      |      |       |